# Auerbach Gyula
Auerbach Gyula (Pest, 1836. március 6. – Bécs, 1909. július 30.) író, újságíró.

## Élete
Zsidó származású, Auerbach Zsigmond és Frankel Terézia fiaként született. Ismert hírlapíró volt, novelláit, tárcáit sokan olvasták. Különösen helyi ízű, érdekes történeteket írt, leginkább külföldi lapok számára dolgozott. 1893-tól Bécsben lakott és az Auerbach's Wiener Sonntags-Zeitung főszerkesztője volt. Halálát aggkori végkimerülés okozta.